# Lakeport (California)
Lakeport è una località degli Stati Uniti d'America, capoluogo della contea di Lake, nello Stato della California.